# Portrait de Giacomo Doria
Le Portrait de Giacomo Doria est un portrait de Giacomo Doria par Titien, peint en 1533-35 et exposé au musée Ashmolean à Oxford.